# Hoya siamica
Hoya siamica ist eine Pflanzenart der Gattung der Wachsblumen (Hoya) aus der Unterfamilie der Seidenpflanzengewächse (Asclepiadoideae).

## Merkmale
Hoya siamica ist eine epiphytische, kletternde Pflanze mit bis 1,5 m langen, kahlen, windenden Trieben. Die Blätter sind gestielt, die kahlen, dicken Blattstiele sind 5 bis 15 mm lang. Die fleischigen Blattspreiten sind lanzettlich, länglich-lanzettlich oder eiförmig-lanzettlich, 3,5 bis 9,5 cm lang und 1,5 bis 2,2 cm breit. Der Apex ist spitz, die Basis ist stumpf. Die Ränder sind dunkler und leicht zurück gebogen. Ober- und Unterseite sind kahl. Sie sind dunkelgrün mit gut sichtbarer, etwas eingesenkter Blattnervatur, besonders die Mittelrippe. Die Sekundäradern sind etwas unregelmäßig.
Der halbkugelige Blütenstand besteht aus 10 bis 18 Blüten. Der Blütenstandsstiel ist 1 bis 5 cm lang und kahl. Die Blütenstiele sind bis 2 cm lang und kahl. Die außen behaarten Kelchblätter sind klein, eiförmig-lanzettlich und spitz. Die weiße Blütenkrone hat einen Durchmesser von 1,5 cm und ist flach ausgebreitet. Die Kronblattzipfel sind eiförmig-dreieckig, außen kahl, innen apikal und an den Rändern schwach flaumhaarig. Die Nebenkrone ist weißlich, im Zentrum gelblich bis rötlich. Die staminalen Nebenkronenzipfel sind breit-eiförmig, 3 – 3,5 mm lang, und stehen etwas nach oben. Sie sind in der Mitte eingesenkt. Die Ränder sind konvex. Der Duft der Blüten wird als süßlich beschrieben. Die Blüten halten etwa 7 Tage.

## Ähnliche Art
Die Art soll nahe mit Hoya longifolia verwandt sein. Diese Art hat aber schmal-lanzettliche bis linealische Blätter.

## Geographische Verbreitung und Habitat
Das Verbreitungsgebiet der Art umfasst nach Plants of the World online China (nordwestliches Yunnan), Laos, Vietnam, Kambodscha und Thailand. Sie ist allerdings in der  Preliminary checklist of Hoya (Asclepiadaceae) in the flora of Cambodia, Laos and Vietnam von Averyanov et al. (2017) nicht aufgeführt. Auch die Flora of China gibt nur das nordwestliche Yunnan und Thailand als Verbreitungsgebiet an. Die Art wächst in Thailand in immergrünen Bergregenwäldern in 1500 bis 1650 m Höhe über dem Meeresspiegel, in Yunnan sogar zwischen 1500 und 2500 m Höhe.

## Taxonomie
Das Taxon wurde 1911 von William Grant Craib beschrieben. Der Holotypus stammte vom Berg Doi Suthep in der Provinz Chiang Mai, Thailand beschränkt. Der Holotyp trägt die Nr. Kerr 724. Der Aufbewahrungsort ist nicht bekannt.